# V371 Большой Медведицы
V371 Большой Медведицы (лат. V371 Ursae Majoris) — двойная затменная переменная звезда типа W Большой Медведицы (EW) в созвездии Большой Медведицы на расстоянии (вычисленном из значения параллакса) приблизительно 2565 световых лет (около 786 парсеков) от Солнца. Видимая звёздная величина звезды — от +14,34m до +14,03m. Орбитальный период — около 0,5624 суток (13,498 часов).